# Coccothera
Coccothera är ett släkte av fjärilar. Coccothera ingår i familjen vecklare.
Kladogram enligt Catalogue of Life:
| Coccothera | \| \| Coccothera ferrifracta \| \| \| \| \| \| Coccothera spissana \| \| \| \| |
|            | \| \| Coccothera ferrifracta \| \| \| \| \| \| Coccothera spissana \| \| \| \| |
|            | Coccothera ferrifracta                                                         |
|            |                                                                                |
|            | Coccothera spissana                                                            |
|            |                                                                                |